# 하몬
하몬(스페인어: jamón)은 스페인의 생햄이다. 소금에 절여 건조한 돼지의 다리로 만든다. 스페인의 마트에선 다리째로 팔기도 하고, 조각내서 진공 포장한 것을 팔기도 한다. 대개 익혀 먹지 않고 얇게 썰어서 먹으며, 조각나 있는 것을 보면 마치 날 것과 같다.
한국에서는 흔히 하몽이라고 하는데, 이는 잘못된 표기이다. "하몽"이라고 불리게 된 이유는 1992년 "Jamon Jamon"이라는 스페인 영화를 "하몽하몽"으로 잘못 번역한 것이 굳어진 것이며 "하몬"이 맞는 표기이다.

## 종류
- 하몬 세라노
- 하몬 이베리코 (Jamón ibérico)는 하몬을 만드는 돼지의 품종이 이베리코 돼지인 경우에 쓸 수 있다. 최상품인 하몬 이베리코 데 베요타 (Jamón ibérico de bellota)는 도토리만 먹여서 키웠다는 오해가 있는데 이는 사실과 다르다. 하몬 이베리코 데 베요타 (Jamón ibérico de bellota)는 몬타네라 라는 집중적으로 살을 찌우는 시기에 도토리나무가 있는 산에 풀어놓는다. 돼지들이 산을 자유로이 돌아다니면서 도토리를 주워먹어서 살을 찌우기 때문에 근육량이 올라가면서 특유의 맛을 가지게 된다. 도토리를 먹여 키운 돼지는 전체 하몬 생산량의 3.3%만 차지할 정도로 가장 희귀하게 여겨진다. 이베리코 돼지가 아닌 경우 흔히 하몬 세라노 혹은 하몬 리제르바 라고 불리는데 보통의 돼지로 만든 것이다. 이베리코 및 이베리코 데 베요타 하몬은 발굽이 검은 것으로 구분할 수 있다.
  - 하몬 데 하부고

## 같이 보기
- 스페인 요리
- 프레준투
- 프로슈토
- 프르슈트